# Martin Mailman
Martin S. Mailman (30 de junio de 1932 - 18 de abril de 2000) fue un compositor estadounidense conocido por su música para orquesta, coro, multimedia y vientos.

## Biografía
Mailman nació en la ciudad de Nueva York el 30 de junio de 1932. Estudió composición en la Escuela de Música Eastman de la Universidad de Rochester y obtuvo una licenciatura en composición musical en 1954, una maestría en composición musical en 1955 y un doctorado en composición musical en 1960. Sus maestros en Eastman incluyeron a Louis Mennini, Wayne Barlow, Bernard Rogers y Howard Hanson. Sirvió durante dos años en la Armada de los Estados Unidos y formó parte del primer grupo de jóvenes compositores estadounidenses contemporáneos elegidos en 1959 para participar en The Young Composers Project, patrocinado por la Fundación Ford y el Consejo Nacional de la Música. Como resultado, pasó dos años dando clases en las escuelas de Jacksonville (Florida). De 1961 a 1966, se desempeñó como primer compositor residente en laUniversidad del Este de Carolina en Greenville (Carolina del Norte). Desde 1966 hasta 2000, fue Compositor en Residencia, Coordinador de Composición y, más tarde, Profesor Regente en la Facultad de Música de la Universidad del Norte de Texas. En noviembre de 2000, la Junta de Regentes de la Universidad del Norte de Texas otorgó póstumamente el estatus de Emérito al Dr. Mailman.
Mailman recibió numerosos premios, entre los que se incluyen dos premios de composición de la American Bandmasters Association /Ostwald, el premio de composición de la National Band Association /Band Mans Company, el premio Edward Benjamin, Compositor del Año de la Texas Music Teachers Association, y el 1982 Premio Queen Marie-Jose de composición por su Concierto para violín y orquesta (Variaciones), op. 68 . Sus obras incluyen música de cámara, música para banda, coral y orquesta, partituras para películas, música para televisión, una ópera y un réquiem para coro, orquesta y solista. Además se desempeñó como director de orquesta y compositor invitado en más de noventa colegios y universidades en los Estados Unidos y Europa.
Fue líder en la promoción de programas integrales de maestría musical a través de la National Association for Music Education (MENC) a lo largo de su carrera y realizó presentaciones en convenciones y escuelas en todo Estados Unidos. En lugar de presentar su propia música, siempre se centró en la música en general y el impacto que tiene tanto en estudiantes como en profesionales. Estaba particularmente intrigado por el proceso de composición y el concepto de la música como "sonido organizado a lo largo del tiempo con intención".

Martin Mailman falleció en Denton (Texas) el 18 de abril de 2000, su legado musical pasó a ser administrado por su hijo, Matthew Mailman, profesor de dirección en la Escuela de Música Wanda L. Bass de la Universidad de la Ciudad de Oklahoma . Su viuda, Mary Nan Mailman (1929–2016), estableció dos becas dotadas a su nombre: la beca Martin Mailman Excellence in Band Endowed Scholarship en Wanda L. Bass School of Music de la Universidad de la ciudad de Oklahoma y The Martin Mailman Memorial Composition en la Facultad de Música de la Universidad del Norte de Texas.

## Lista de obras
- Burlesque for Trumpet & Piano, Op. 1 (1951)

- Dance in Two Moods for Orchestra, Op. 2 (1952)

- Promenade for Brass & Percussion, Op. 3 (1953)

- Autumn Landscape for Orchestra, Op. 4 (1954)

- Jubliate for Orchestra, Op. 5 (1955)

- Elegy for Orchestra, Op. 6 (1955)

- West Wind for Soprano & Piano, Op. 7 (1956)

- Holy, Holy, Holy for Chorus & Organ, Op. 8 (1957)

- Cantiones for Orchestra, Op. 9 (1957)

- Partita for Band, Op. 10 (1958)

- The Hunted: An opera in one act, Op. 11 (1959)

- Christmas Music for Chorus & Orchestra, Op. 12 (1959)

- Prelude and Fugue No. 1 for Orchestra, Op. 13 (1959)

- Commencement March for Band, Op. 14 (1960)

- Alleluia for Chorus & Band, Op. 15 (1960)

- Three Madrigals for Chorus alone, Op. 16 (1960)

- Partita for String Orchestra, Op. 17 (1960)

- Gateway City Overture for Orchestra, Op. 18 (1960)

- Four Miniatures for Band, Op. 19 (1960)

- Genesis Resurrected for Narrator, Chorus & Orchestra, Op. 20 (1960)

- Petite Partita for Piano, Op. 21 (1961)

- Geometrics No. 1 for Band, Op. 22 (1961)

- Suite in Three Movements for Orchestra, Op. 23 (1961)

- Brevard Fanfare for Brass, Op. 24 (1961)

- Hosanna for Chorus, Op. 25 (1961)

- String Quartet in one movement, Op. 26 (1962)

- Alarums for Band, Op. 27 (1962)

- Four Songs for Soprano & Piano, Op. 28 (1962)

- Geometrics in Sound (Geometrics No. 2) for Band, Op. 29 (1962)

- Prelude and Fugue No. 2 for Orchestra, Op. 30, #1 (1963)

- Leaves of Grass for Narrator, Chorus & Band, Op. 30, #2 (1963)

- Concertino for Trumpet & Band, Op. 31 (1963)

- To Everything There is a Season for Chorus alone, Op. 32 (1963)

- Liturgical Music for Band, Op. 33 (1964)

- Sinfonietta for Orchestra, Op. 34 (1964). 8 de mayo de 1966 premiere, East Carolina College (i.e. East Carolina University), Wright Auditorium, Greenville, NC, Martin Mailman conducting.[8]

- Moby Dick: Music for the Play, Op. 35 (1965)

- Four Variations in Search For a Theme for Narrator & Band, Op. 36 (1965)

- Geometrics No. 3 for Band, Op. 37 (1965)

- Theme Music for Concepts, Op. 38 (1965)

- Variations on a Short Theme for piano, Op. 39 (1966)

- Four Divisions for Percussion Ensemble, Op. 40 (1966)

- The Rise and Fall: A Choral Fable, Op. 41 (1966)

- The Whaleman’s Chapel from Moby Dick, Op. 41A (1966)

- Partita No. 4 for nine players, Op. 42 (1967)

- Geometrics No. 4 for Band, Op. 43 (1968)

- Shakespearean Serenade for Chorus & four instruments, Op. 44  (1968)

- Association No. 1 for Band, Op. 45 (1968–69)

- Symphony No. 1 for Orchestra, Op. 46 (1969)

- Generations 2 for 3 String Orchestras & Percussion, Op. 47 (1969)

- Martha’s Vineyard for Piano, Op. 48 (1969)

- Two Fanfares for Brass, Op. 49 (1970)

- In Memoriam Frankie Newton for Lab Band, Op. 50 (1970)

- Requiem, Requiem for Chorus, Orchestra & Soloists, Op. 51 (1970)

- Shouts, Hymns, and Praises for Band, Op. 52 (1972)

- A Simple Ceremony (In Memoriam John Barnes Chance) for Band & Chorus, Op. 53 (1973)

- Decorations (Music for a Celebration) for Band, Op. 54 (1974)

- In Memoriam Silvio Scionti, Op. 55 (Piano) (1974)

- Let Us Now Praise Famous Men, Op. 56 (Band, Narrators, & Solo Voice)  (1975)

- Wind Across the Nations, Op. 57 (Solo Voice, Piano, Percussion, Flute, & Guitar) (1975)

- Geometrics 5 for Band, Op. 58 (1976)

- Generations 3: Messengers, Op. 59 (Children Choirs, Solo Tenor, & Stage Band) (1977)

- A Choral Sampler, Op. 60 (1977)

- Clastics: Formations for Solo Cello, Op. 61 (1977)

- Clastics 2 for Euphonium & Percussion, Op. 62 (1979)

- Symphony No. 2 for Orchestra, Op. 63 (1979)

- Soft Sounds for a Wordless Night, Op. 64 (Chorus) (1979)

- Clastics 3: Music for Two Pianos, Op. 65 (1980)

- Night Vigil for Band, Op. 66 (1980)

- Exaltations for Band, Op. 67 (1981)

- Concerto for Violin and Orchestra (Variations), Op. 68 (1982)

- Secular Hours for Chorus, Op. 69 (1982)

- Symphony No. 3 (Fantasies) for Orchestra, Op. 70 (1983)

- Cantata for Jazz Choir, Soloists, & large Jazz Ensemble, Op. 71 (1984)

- Nocturne for Trumpet Choir, Op. 72 (1985)

- Trio for Violin, Cello, and Piano, Op. 73 (1985)

- Elegy for String Orchestra, Op. 74 (1985)

- Liturgy for Four Cities (summer, 1985) for Voice & Piano, Op. 75 (1985)

- Mirrors: A Multimedia Theater Piece, Op. 76 (1986)

- Mirror Music for Orchestra, Op. 77 (1987)

- The Jewel in the Crown (A Ceremonial March) for Band, Op. 78 (1987)

- Clastics 4: Music for Solo Viola, Op. 79 (1988)

- For precious friends hid in death’s dateless night for Wind Ensemble, Op. 80 (1988)

- Six Brief Obituaries for Piano, Op. 81 (1988)

- Toward the Second Century for Band/opt. Strings, Op. 82 (1989)

- Concertino for Clarinet and Band, Op. 83 (1990)

- Three Choral Praises, Op. 84 (1990)

- Love Letters from Margaret for Soprano & Orchestra, Op. 85 (1991)

- Surfaces for Woodwind Quintet, Op. 86 (1991)

- Bouquets for Band, Op. 87 (1991)

- This Fragile Day for Chorus, Op. 88 (1992)

- Concerto for Wind Orchestra (Variations), Op. 89 (1993)

- Secular Litanies for Band, Op. 90 (1993)

- Agnus Dei for Choir & Organ, Op. 91 (1994)

- Two Fanfares for Brass Choir, Op. 92 (1997)

- Fanfare Folio for Brass, Op. 92 (1994/1997)

- String Quartet No. 2: 1995, Op. 93 (1995)

- Colleagues Remembered for Chorus, Op. 94 (1995)

- Dance Imageries for Orchestra, Op. 96 (1998)

- Choral Greetings, Op. 97 (1998)

- Pledges for Band, Op. 98 (1998)

- Vocalise for Solo Soprano (or solo tenor voice or alto saxophone) & Piano, Op. 99 (1999)